# Чугуев

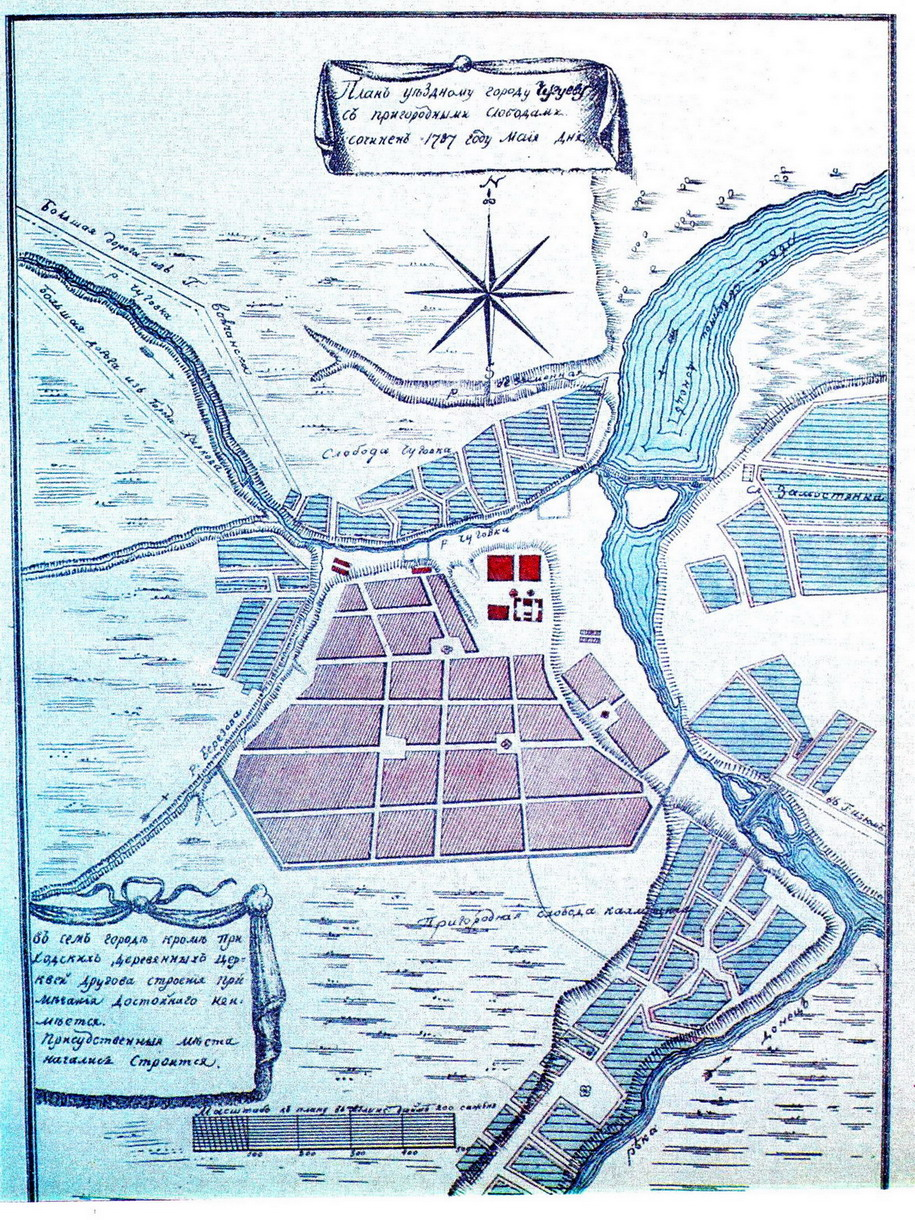
План Чугуева 1787 года

Чугу́ев (укр. Чугýїв) — город в Харьковской области Украины, административный центр Чугуевского района и Чугуевской городской общины. До 17 июля 2020 года был городом областного подчинения, составлявшим Чугуевский городской совет, в который также входили сёла Клугино-Башкировка и Васильев Хутор. Расположен в 28 км к юго-востоку от Харькова, входит в Харьковскую агломерацию.

## Географическое положение
Город Чугуев находится в 28 км от Харькова на правом берегу реки Северский Донец:
- выше по течению на расстоянии в 2 км расположен пгт Кочеток,
- ниже по течению на расстоянии в 4 км расположен пгт Эсхар,
- на противоположном берегу — пгт Малиновка и село Клугино-Башкировка.

По городу протекает пересыхающая река Чуговка (правый приток Северского Донца).
Через город проходят автомобильные дороги М-03, Т-2111 и Р-07.
Рядом проходит железная дорога Харьков — Купянск, станция Чугуев.

## Этимология названия
Город получил название от прежнего Чугуевского городища, находившегося на этом месте (возможно, названного по имени половецкого хана Чугая). Название, скорее всего, происходит от татарского слова «чуга», что означает узкий кафтан с короткими рукавами. Территория нынешнего Чугуева и называлась Чугой, что означало — тут живут люди, которые носят чугу.
По одной из версий, название, скорее всего, происходит от украинских слов «чуга», «чугай», «чугаина», означающих разновидность верхней одежды (свиты) с длинным воротником. Территория нынешнего Чугуева и называлась Чугой, что означало — тут живут люди, которые изготавливают и носят чугу (а также — чугай и чугаину).

## История

### Чугуево городище
Д. Багалей и Д. Миллер считали, что местность, где впоследствии был основан современный Чугуев, до XIII века принадлежала Переяславскому и Черниговскому княжествам, а на месте Чугуева в древности существовал город. В русских документах XVI века упоминается Чугуевское либо Чугуево городище, как остатки («памятник») города, который существовал ещё до монгольского опустошения Руси. В указе царя Алексея Михайловича от 1647 года указывается, что «Чугуевские земли и разные участки веками принадлежат нашему Московскому государству». Чугуевское городище также упоминается в «Книге Большому Чертежу» 1627 года.
Проведенными на Чугуевском городище археологическими исследованиями в 1996, 2005—2007, 2009 гг. было установлено что оно было создано в VIII—IX веках раннесредневековым населением салтово-маяцкой культуры, существовавшей во времена зависимости от Хазарского каганата. Отмечены отдельные находки золотоордынского времени. Иные предполагаемые ранее теоретически культурные отложения (скифские, раннеславянские, древнерусские) на памятнике отсутствуют.

### XVII век
Чугуевская крепость, ставшая отправной точкой истории города, была построена в 1638—1639 годах по указу царя Михаила Фёдоровича на высоком холме между реками Берёзовой (правым притоком Чуговки, ныне не существует), Чуговкой (правым притоком Северского Донца) и Северским Донцом. Её возвёл воевода Максим Ладыженский, прибывший сюда с несколькими сотнями служилых людей из Белгорода, Курска и Оскола. Одновременно царское правительство дало разрешение поселиться близ нововозведённой крепости переселенцам из Малороссии во главе с Яковом Острянином, бежавшим от польских властей после подавления восстания Острянина.
В 1641 году часть переселенцев взбунтовалась и попыталась занять крепость. В ходе восстания был убит Яков Острянин. Царским ратникам и части казаков, которые не присоединились к восстанию, удалось выбить мятежников из крепости. Впоследствии Чугуев неоднократно подвергался нападениям крымских татар, участников мятежа Брюховецкого и восстания Разина.

### XVIII век
- В период правления Петра I, 28 февраля 1700 года, из городовых казаков, проживавших в Чугуеве, Орле, Курске, а также из принявших православие калмыков и татар были сформированы особые военные команды, которые 25 июля 1749 года были преобразованы в Чугуевский конный казачий полк.
- C 20 октября (ст. ст.) 1721 года по 1 сентября (ст. ст.) 1917 года в составе Российской империи.
- 1765 — Чугуев становится центром небольшого Чугуевского уезда Белгородской губернии Российской империи, переданного в 1779 году в Слободскую губернию.
- 2 сентября 1769 года из чугуевских казаков, не вступивших в конный полк, были сформированы: легкоконная команда (4 сотни) и полукоманда казаков Петербургского легиона.
- 1780 — присвоен статус города.
- В 1780 году составлен новый большой Чугуевский уезд (округ) — из старого Чугуевского уезда, части Салтовского уезда с Салтовом, Хотомлянского комиссарства, Печенежского комиссарства и части Балаклейского комиссарства (без Балаклеи, со Змиевым).
- В 1780—1797 — уездный город Харьковского наместничества.
- 1797 — Чугуев вместе с переименованным уездом передан в Слободско-Украинскую губернию.

### XIX век
- В начале XIX века Чугуев становится центром восьми округов военных поселений, одним из которых была известная Малиновка (Харьковская область).
- 16 августа 1808 года из состава Чугуевского казачьего полка был сформирован регулярный Чугуевский 11-й уланский полк.
- 18 августа 1819 года в Чугуеве вспыхивает военно-поселенский бунт, жестоко подавленный А. Аракчеевым. За это А. С. Пушкин пишет на него эпиграмму, называя «Нероном в Чугуеве».

В 1819—1820 годах сооружён императорский путевой дворец. В 1865 было учреждено Чугуевское пехотное юнкерское училище.

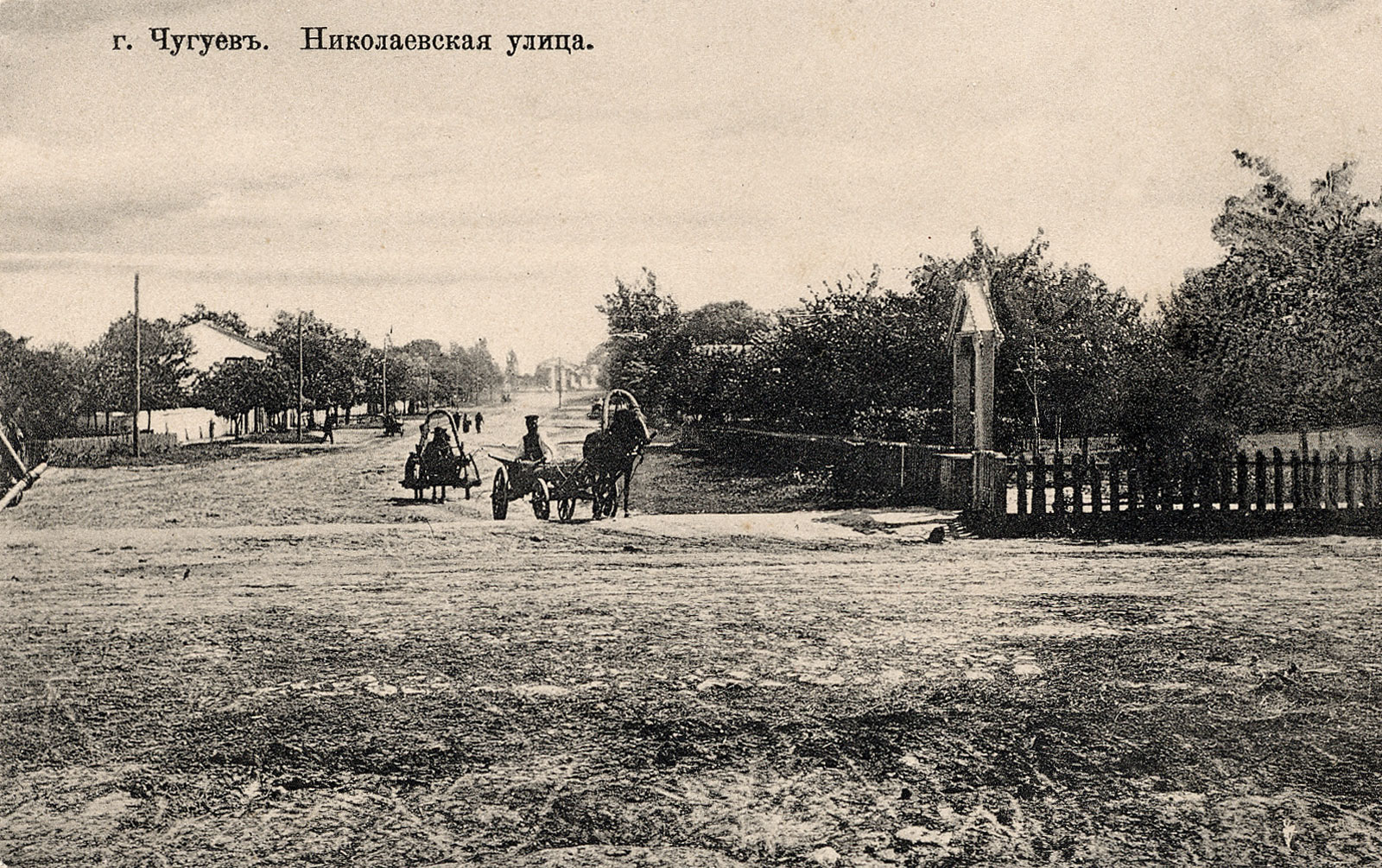
Чугуев в начале XX века

### XX век

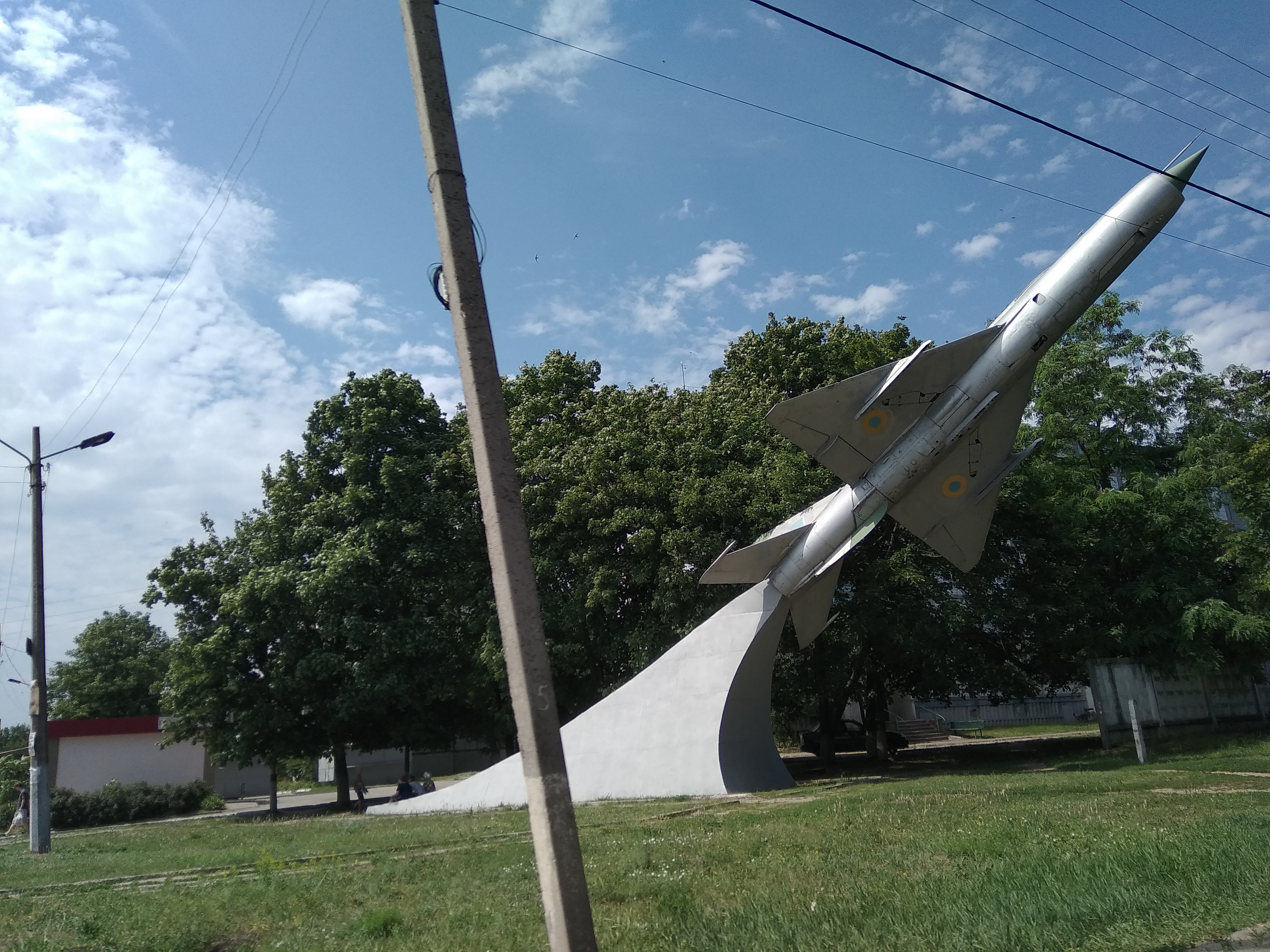
Памятник МиГ-21

С 1 сентября (ст.ст.) по 25 октября (ст.ст.) 1917 года в составе Российской республики.
15 (28) декабря 1917 года отряд Красной гвардии под командованием Н. А. Ховрина без боя занял Чугуев, находившиеся в городе юнкера Чугуевского военного училища сдали оружие.
Во время гражданской войны город занимали разные политические образования.
В феврале — апреле 1918 года город входил в состав Харьковской губернии советской Донецко-Криворожской республики.
После подписания Брестского мира, с 10(?) апреля 1918 по январь 1919 года (де-факто — по декабрь 1918) был оккупирован кайзеровскими войсками и входил составной частью в Украинскую державу гетмана П. П. Скоропадского. В течение полутора месяцев после отречения кайзера Германии, в связи с аннулированием Брестского мирного договора и выводом германских оккупационных войск, в самом конце декабря 1918 был занят РККА.
В 20-х числах июня 1919 года был занят Добровольческой армией В. З. Май-Маевского и вошёл в состав образованной 25 июня 1919 Харьковской области Юга России. В середине декабря 1919 года Первая конная армия С. М. Будённого окончательно установила Советскую власть.

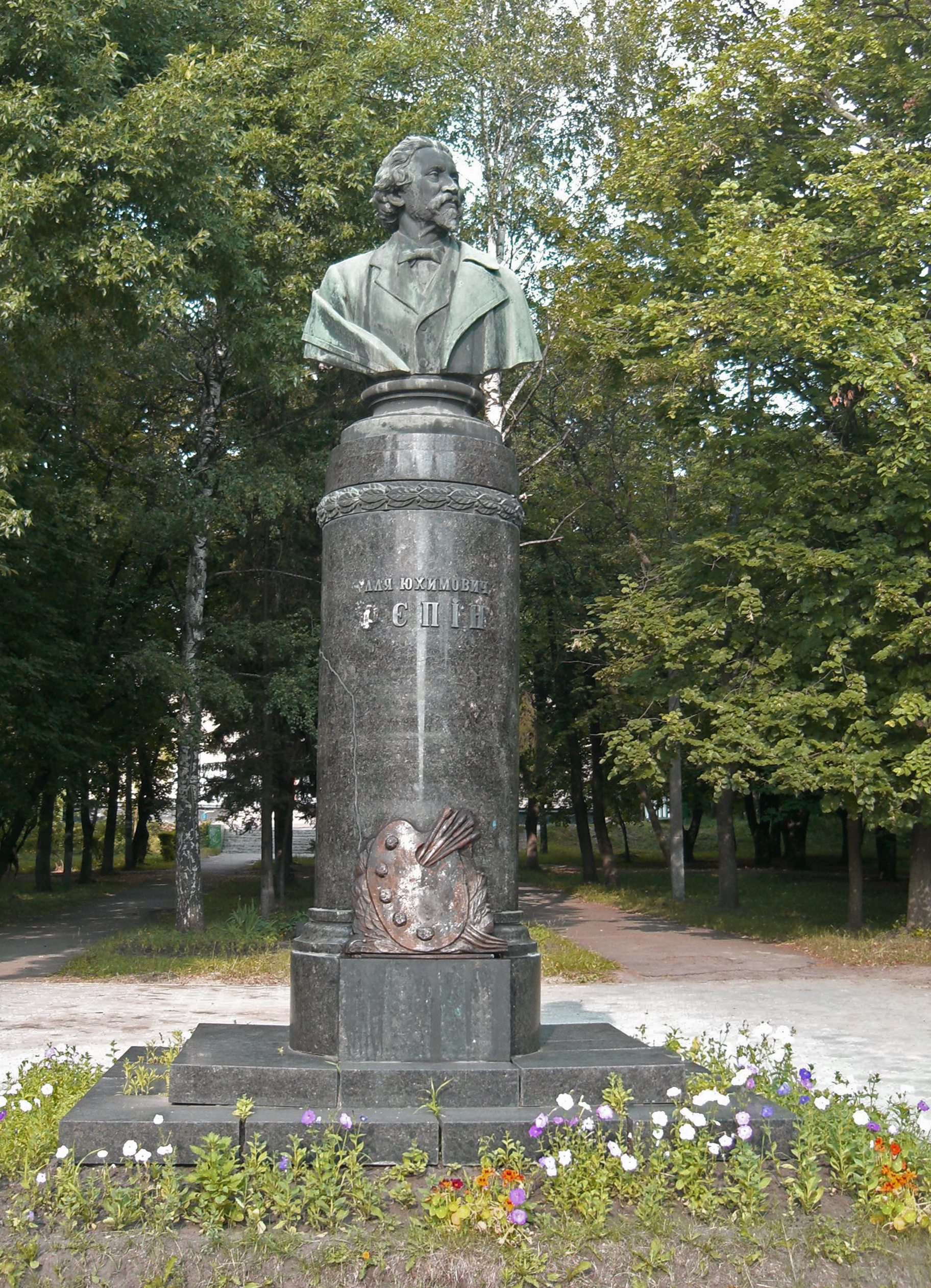
Памятник И. Е. Репину

C декабря 1922 года в составе Украинской Советской Социалистической Республики Союза Советских Социалистических Республик.
11 июня 1931 года началось издание местной газеты.
В ноябре 1935 года открыт Дом пионеров (с 1993 года — Дом детского и юношеского творчества).
С мая 1938 в Чугуеве начало формироваться Чугуевское военное авиационное училище (специализировавшееся на подготовке лётчиков-истребителей), с сентября 1938 года начали работу авиаремонтные мастерские училища.
10 августа 1938 года Чугуеву в очередной раз был присвоен статус города.
17 сентября 1941 года на аэродром Чугуевского авиаучилища прибыли части 15-й смешанной авиадивизии ВВС РККА, выведенные с фронта для ремонта авиатехники и замены авиадвигателей. 16 — 18 октября 1941 года в Чугуев был перемещён Военный совет и часть аппарата фронтового управления Юго-Западного фронта (в городе был развёрнут командный пункт и действовал узел связи штаба ЮЗФ).
30 октября 1941 года советские органы и войска оставили город, который был оккупирован германскими войсками. Для действий в тылу немецких войск был создан Чугуевский партизанский отряд, однако в связи со сложной обстановкой на фронте отряд длительное время был вынужден действовать на линии фронта, как подразделение, приданное регулярным частям РККА, а 26 ноября 1941 отряд участвовал в освобождении села Неелова.
Тем не менее, действовавшие в городе подпольщики в ноябре 1941 года сумели взорвать восстановленный немцами железнодорожный мост через реку Северный Донец и устроили взрыв на чугуевском аэродроме.
В середине июня 1942 года немецкое военное командование сформировало в районе Чугуева ударную группировку из семи дивизий 1-й танковой армии вермахта, которая 22 июня 1942 года перешла в наступление против войск Юго-Западного фронта.
10 февраля 1943 года освобождён от германских войск советскими войсками Воронежского фронта в ходе Харьковской наступательной операции 2.02.-3.03.1943 года:
- 3-й танковой армии (командующий Корзун, Павел Петрович) в составе: 12-го танкового корпуса (генерал-майор т/в Зинькович, Митрофан Иванович) в составе: 30-й тбр (подполковник Курист, Людвиг Иванович), 97-й тбр (полковник Потапов, Иван Тимофеевич), 106-й тбр (подполковник Красных, Иван Иванович), 13-й мсбр (подполковник Фесин, Иван Иванович); 62-й гв. сд (генерал-майор Зайцев, Георгий Михайлович).

15 марта 1943 года советские органы и войска оставили город, оккупированный германскими войсками.

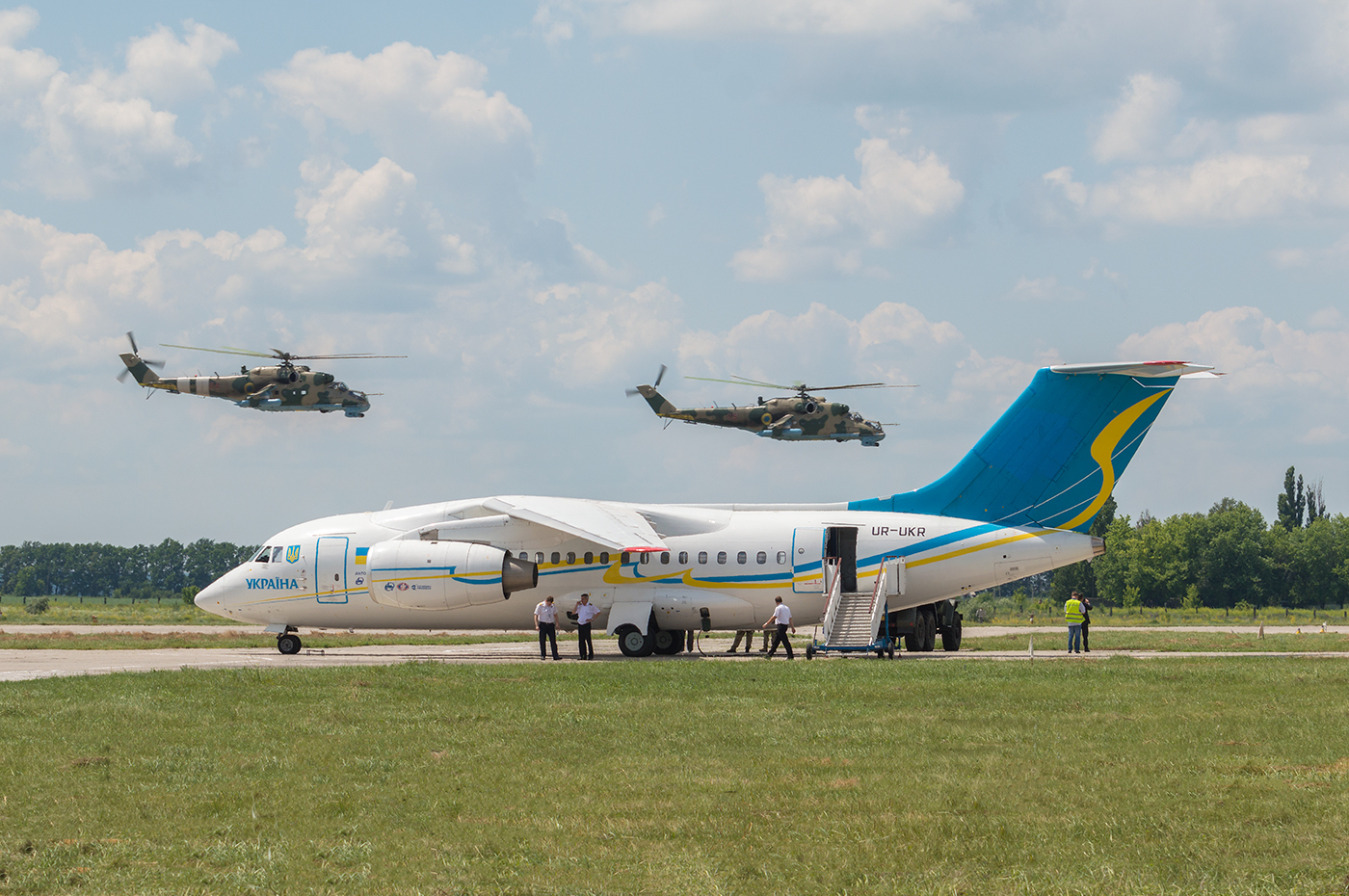
Чугуевская авиабаза

11 августа 1943 года освобождён от германских войск войсками Степного фронта в ходе Белгородско-Харьковской наступательной операции:
- 57-й армии в составе: 41-й гв. сд (полковник Цветков, Константин Николаевич) 64-го ск (генерал-майор Анашкин, Михаил Борисович)[33].

Павшие воины Советской армии похоронены в Чугуеве в четырёх братских могилах. Около двухсот советских воинов за освобождение города получили боевые награды.
Ущерб Чугуева от немецкой оккупации 1941-43 годов составил 1 миллиард 379 миллионов советских рублей.
В годы войны 5727 жителей города воевали на фронтах в рядах Советской армии; из них погибли более четырёх тысяч воинов; более 1700 чугуевцев были награждены орденами и медалями СССР.
- В 1966 году население составляло 23 000 человек.
- В 1976 году население города было 29 000 человек[34].

По состоянию на начало 1985 года в городе действовали завод топливной аппаратуры, авиационный ремонтный завод, опытный завод прецизионного оборудования, завод «Гидрожелезобетон», завод строительных материалов; хлебозавод, молокозавод, мясной и мебельный комбинаты; участок промышленно-художественного объединения «Украина»; райсельхозтехника, райсельхозхимия; комбинат бытового обслуживания, 2 профессионально-технических училища, 7 общеобразовательных школ, музыкальная школа, спортивная школа, больница, поликлиника, Дом культуры, 2 клуба, 4 библиотеки и художественно-мемориальный музей И. Е. Репина. Наиболее значимыми промышленными предприятиями города являлись завод топливной аппаратуры, авиационный ремонтный завод, завод прецизионного оборудования, мебельный комбинат и мясокомбинат, совхоз «Чугуевский».
В 1986 году в городе была построена и введена в эксплуатацию новая поликлиника.

### XXI век

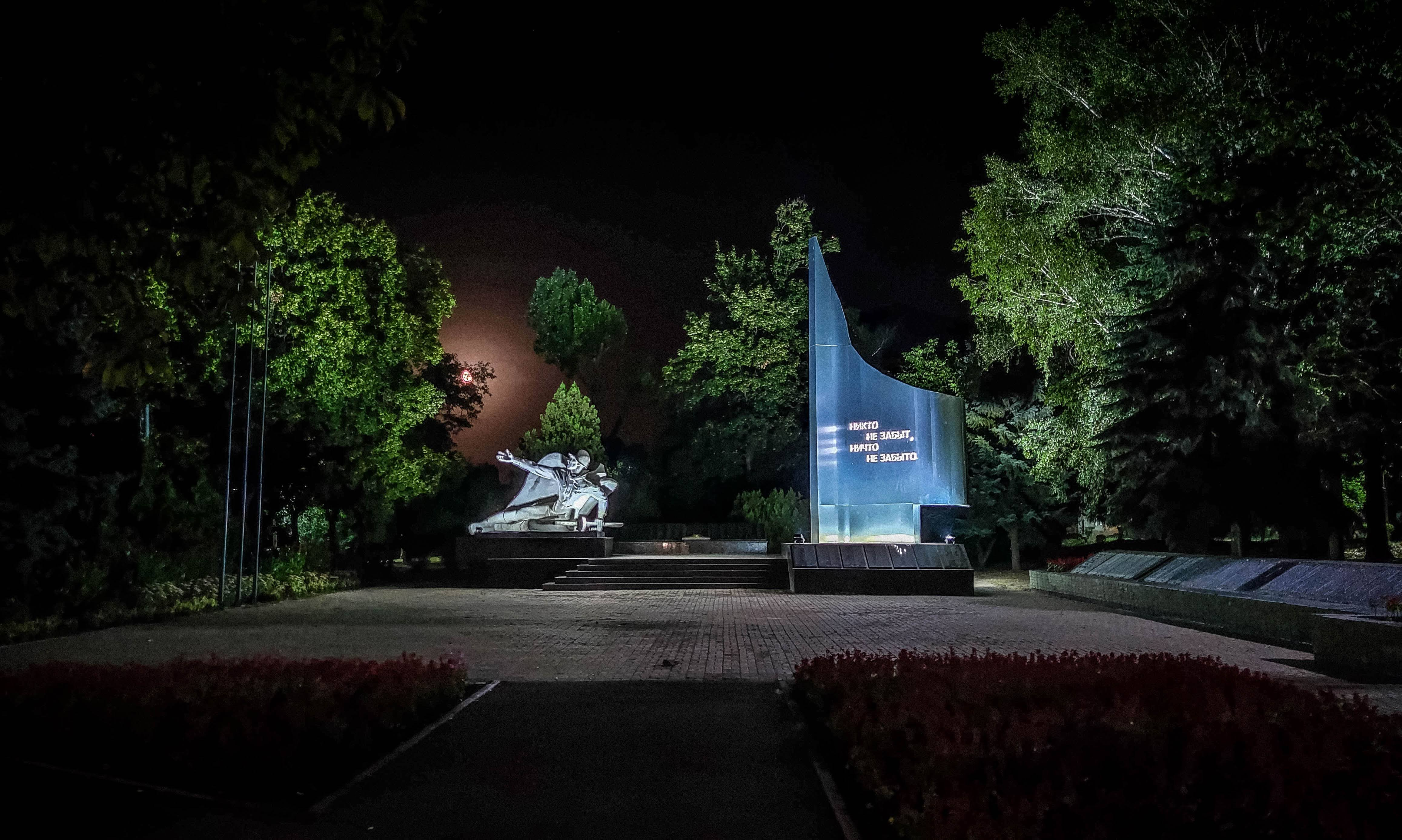
Мемориал славы

По данным Генштаба Украины, 24 февраля 2022 года, в ходе вторжения России на Украину, был нанесён ракетно-бомбовый удар по аэродрому в Чугуеве. Также в первый день вторжения был обстрелян жилой дом, в результате чего погиб мальчик.

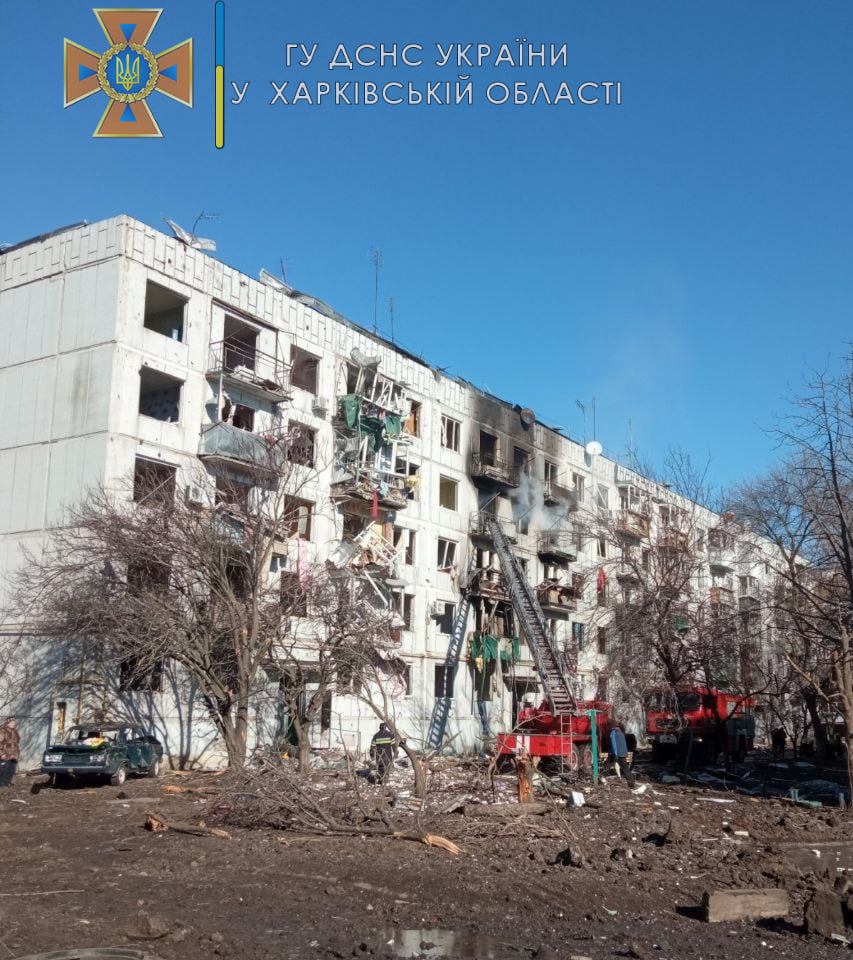
Жилой дом после обстрела 24 февраля 2022 года
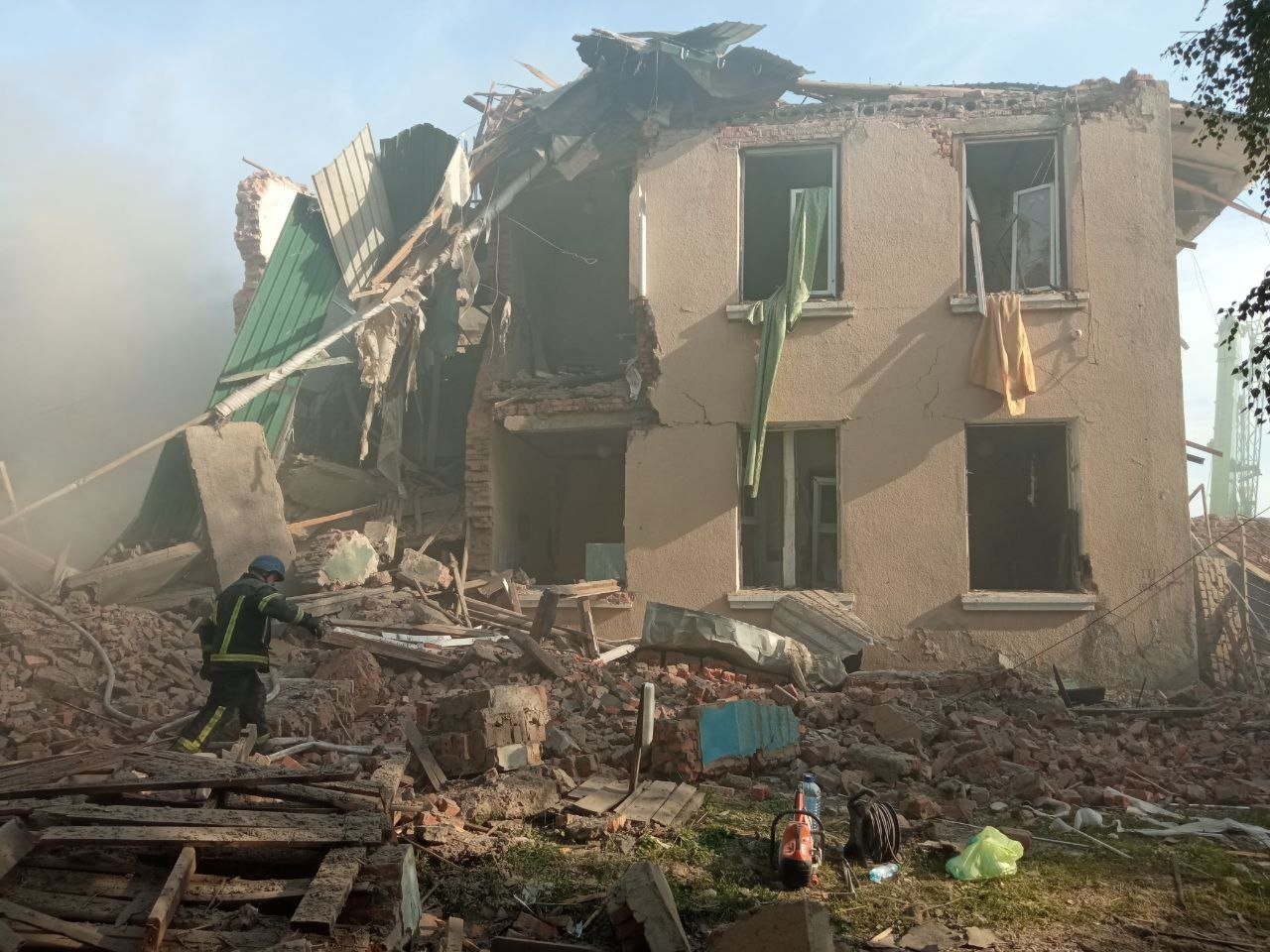
Чугуевский районный дом культуры после российского обстрела в ночь на 25 июля 2022 года. Под завалами были найдены трое погибших. Вместе с домом культуры была обстреляна школа

## Население

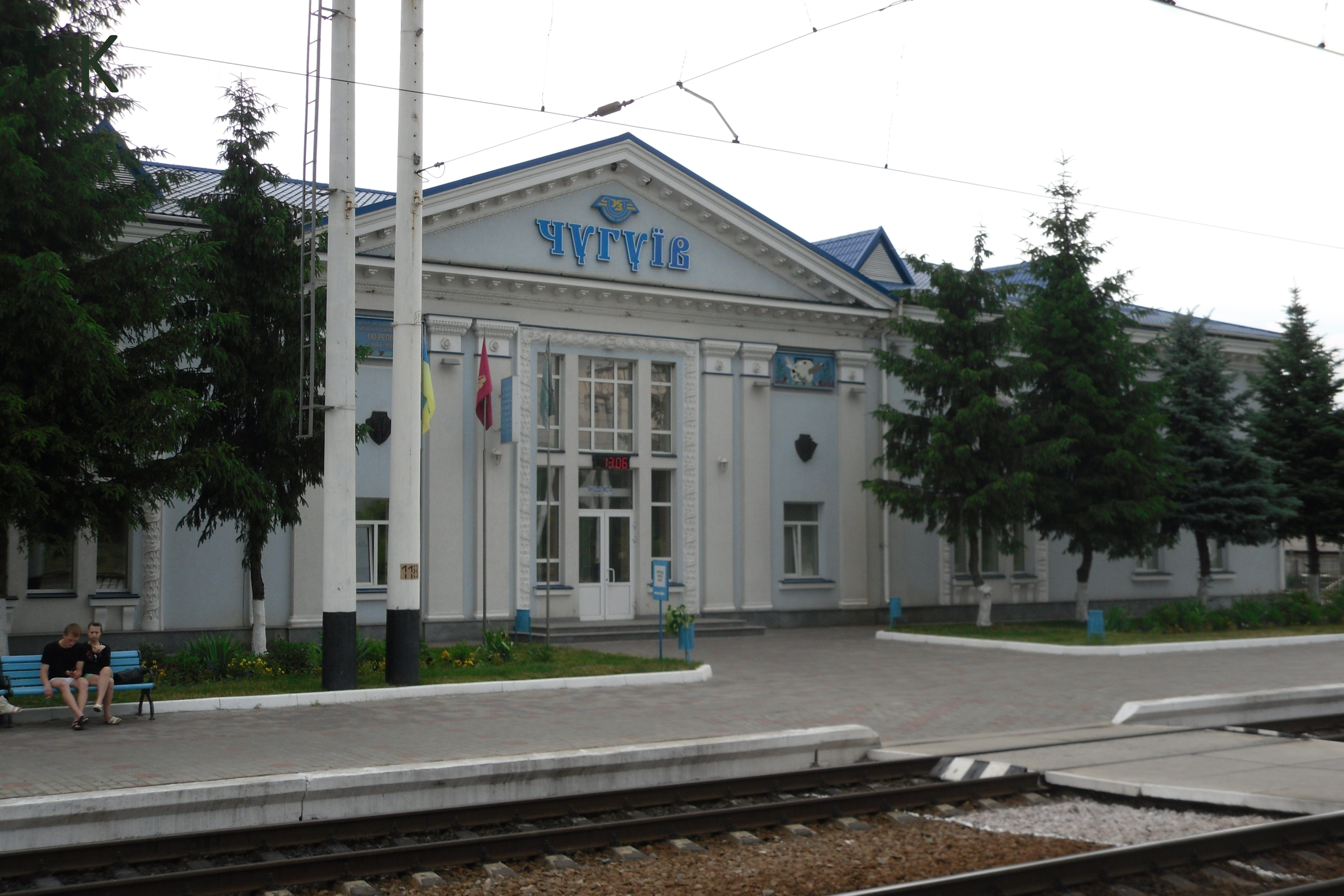
Вокзал Чугуев

До конца XVIII века население города было одним из самых крупных в наместничестве/губернии и составляло:
- в 1785 году — 9197 человек[8];
- в 1788 году — 9185 человек[10][41].
- в 1901 году — 12 975 человек[42]
- в 1959 году — 22 657 человек[43]
- в 1989 году — 36 543 человек[44]

По переписи 2001 года население составляло 36 438 человек. По данным городского совета в Чугуеве по состоянию на февраль 2024 года живет более 30 тысяч человек.

## Символика
Нынешний герб Чугуева имеет более чем 260-летнюю историю.
21 сентября 1781 года существовавший до того герб города официально утвердила лично Императрица Всероссийская Екатерина II. Герб был утверждён в один день со всеми 15-ю гербами уездных городов и губернского центра Харьковского наместничества; в тот же день были утверждены и гербы соседнего Воронежского наместничества.
Герб «старый», то есть исторический, и составлен задолго до своего утверждения. Впервые герб достоверно известен в 1752 году как герб на знамени Чугуевского полка, постоянно дислоцировавшегося в городе. Поскольку герб был утверждён до того, в Гербовник Щербатова 1775 года с полковыми гербами он не вошёл (туда вошли «старые» гербы других пяти полковых городов Слобожанщины: Ахтырки, Изюма, Острогожска, Сум и Харькова). Отличительной особенностью «старых» гербов являлось поле щита — с гербом только самого города (без герба наместничества/губернского центра в верхней части).
Герб Чугуева состоит из трёх горизонтальных частей (полей).
В верхнем, золотом, поле изображены две перекрещенные крестообразно серебряные сабли (рукоятками вниз).
В среднем, красном, поле горизонтально расположены три серебристых полумесяца, повёрнутых рогами вверх («три серебряныя рогатыя луны»).
В нижнем поле герба изображена на серебряном фоне подвешенная на горизонтальном шесте виноградная с листьями кисть, показывающая садоводство и изобилие винограда в окрестностях.
(Из других городов губернии виноград изображён в гербе Изюма).

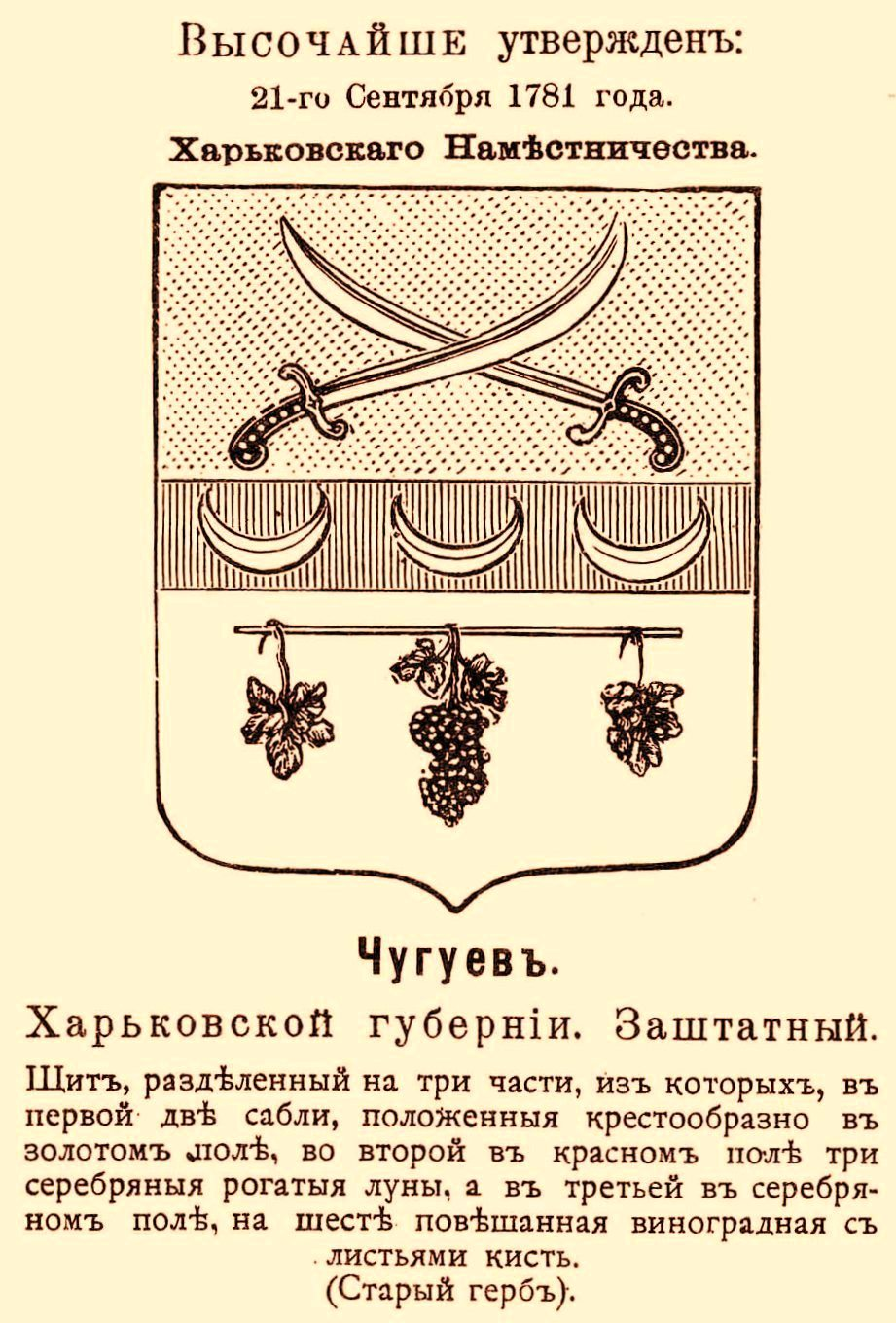
Герб города с официальным описанием. 1781
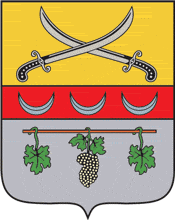
Современный герб 1990-х годов

## Объекты социальной сферы
- Дошкольное образование:

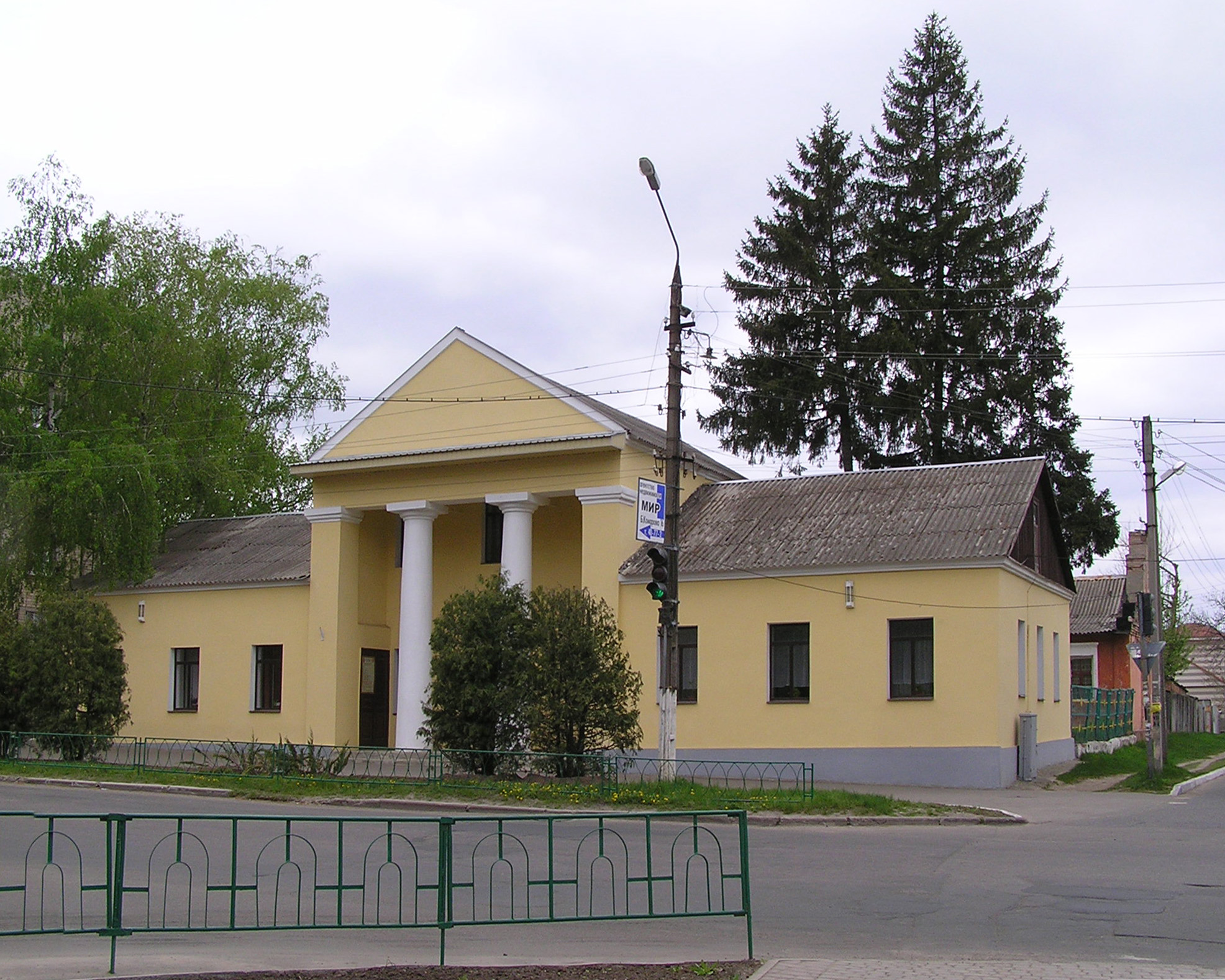
Дом детского и юношеского творчества

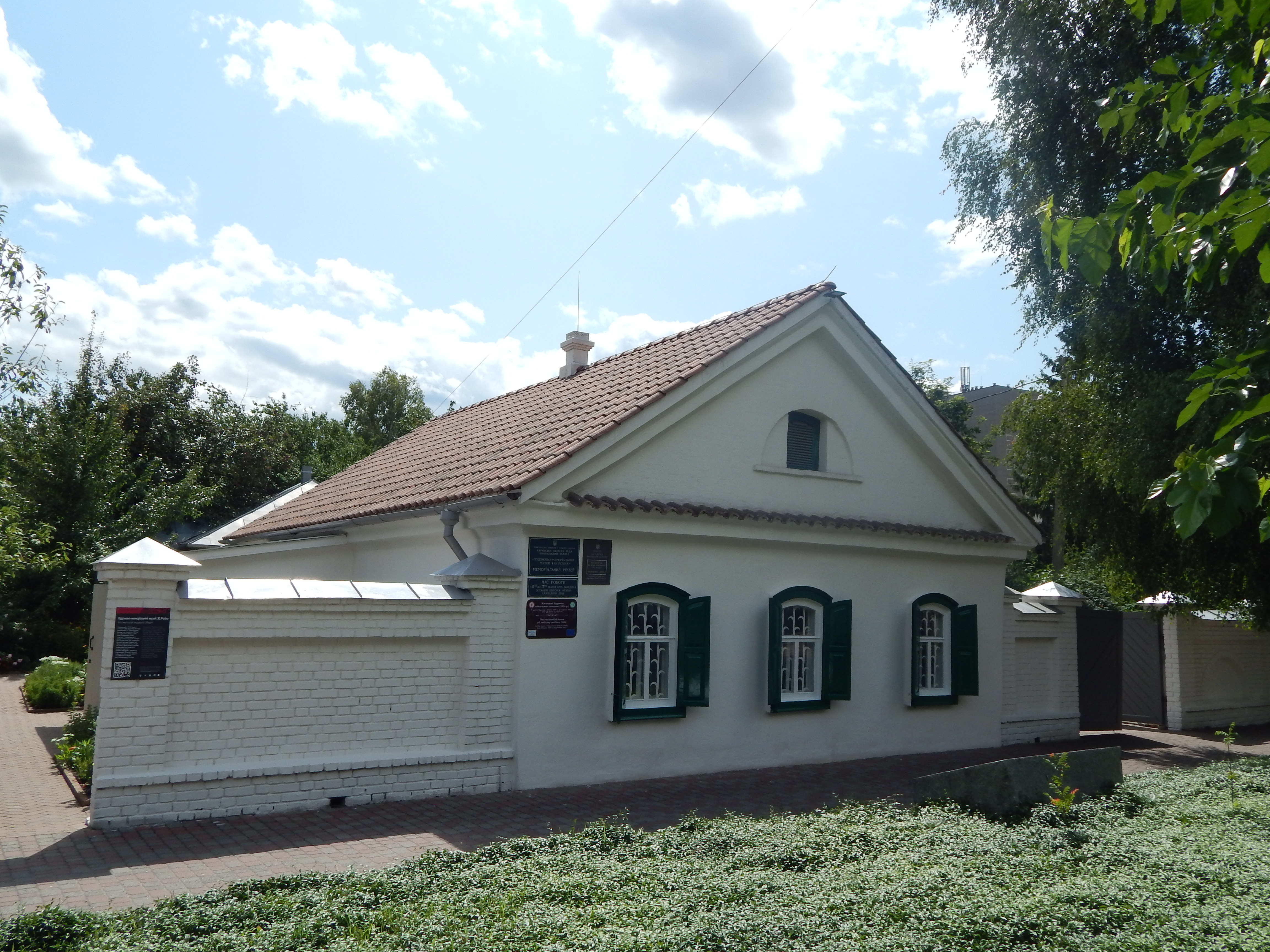
Дом-музей Ильи Репина

- - Чугуевское дошкольное учебное заведение (ясли-сад) № 1[46].
  - Чугуевское дошкольное учебное заведение (ясли-сад) № 3.
  - Чугуевское дошкольное учебное заведение (ясли-сад) № 4.
  - Чугуевское дошкольное учебное заведение (ясли-сад) № 8[47].
  - Чугуевское дошкольное учебное учреждение (ясли-сад) № 12[48].
  - Дошкольное подразделение Чугуевского УВК № 6.
  - ДУЗ Радуга при ВЧ А0501.

В 2013—2014 учебном году в городе функционируют 6 дошкольных учебных заведений и 1 дошкольное подразделение в составе УВК № 6, в них воспитывается 1195 дошкольников от 2 до 6 (7) лет.
- Общее среднее образование включает 9 школ:[50].
  - Чугуевская ООШ I—III ступеней № 1 им. И. Ю. Репина[51].
  - Чугуевская ООШ I—III ступеней № 2[52].
  - Чугуевская ООШ I ступени № 3[53].
  - Чугуевская ООШ I—II ступеней № 4[54].
  - Чугуевская гимназия № 5[55].
  - Чугуевский УВК № 6 им. трижды Героя Советского Союза И. Н. Кожедуба[56].
  - Чугуевская ООШ І-ІІІ ступеней № 7[57].
  - Чугуевская СШ І-ІІІ ступеней № 8 с углубленным изучением иностранных языков[58].
  - Клугино-Башкировская ООШ І-ІІІ ступеней[59].
- Городской советВнешкольное образование:

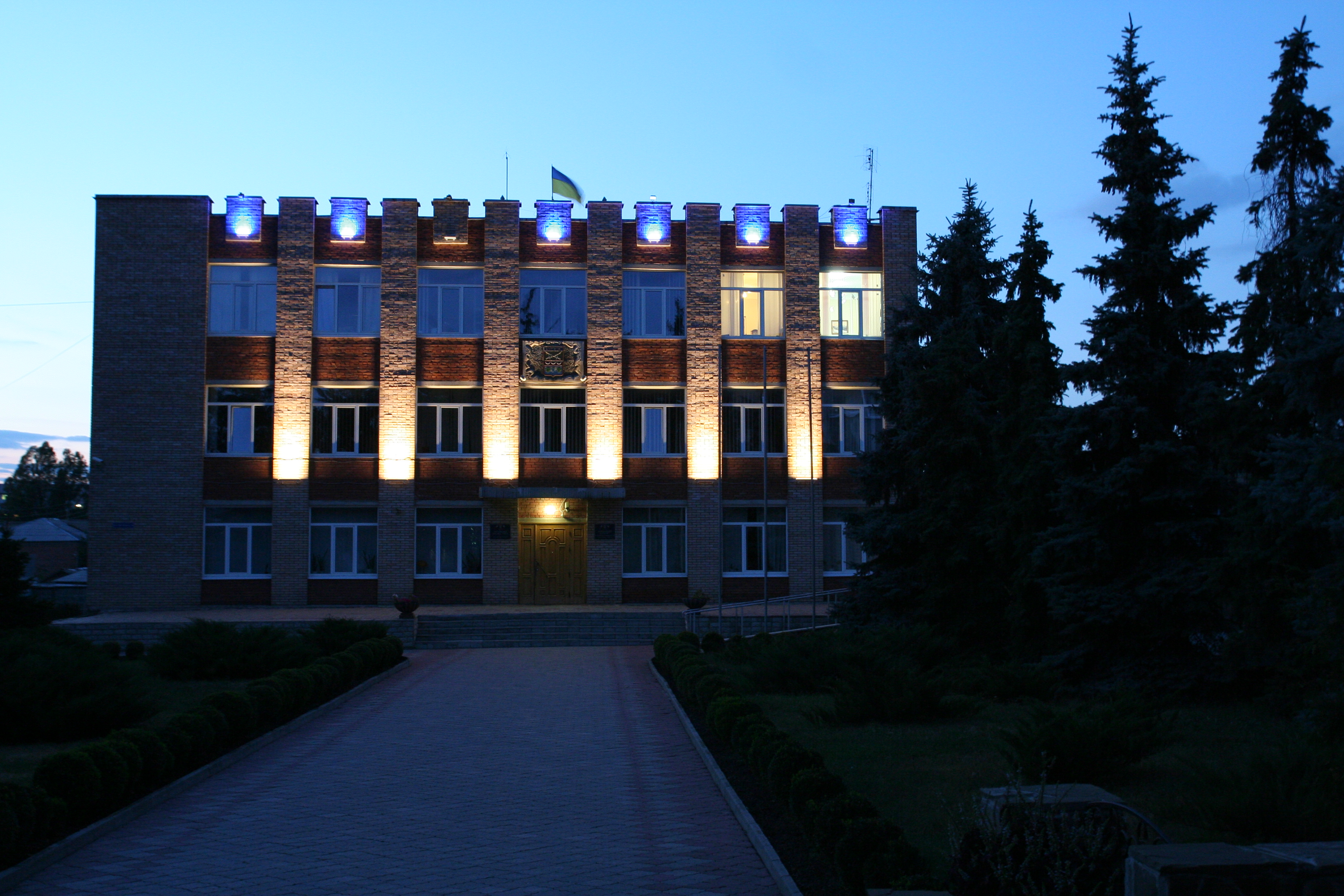
Городской совет

- Чугуевская детская художественная школа имени И. Е. Репина
  - Чугуевский центр туризма и краеведения[60].
  - Чугуевский дом детского и юношеского творчества[61].
  - Чугуевская детско-юношеская спортивная школа.
  - Музыкальная школа.

## Спорт
В городе базируется футбольный клуб «Старт» (создан в 1954 году как футбольная команда, главным достижением клуба является победа в финале Кубка СССР среди КФК в 1961 году, одна из самой титулованных команд в регионе — дважды была обладателем и дважды полуфиналистом Кубка Украины среди КФК, много раз выигрывала Чемпионат Чугуевского района и Чемпионат Харьковской области по футболу).

## Религия

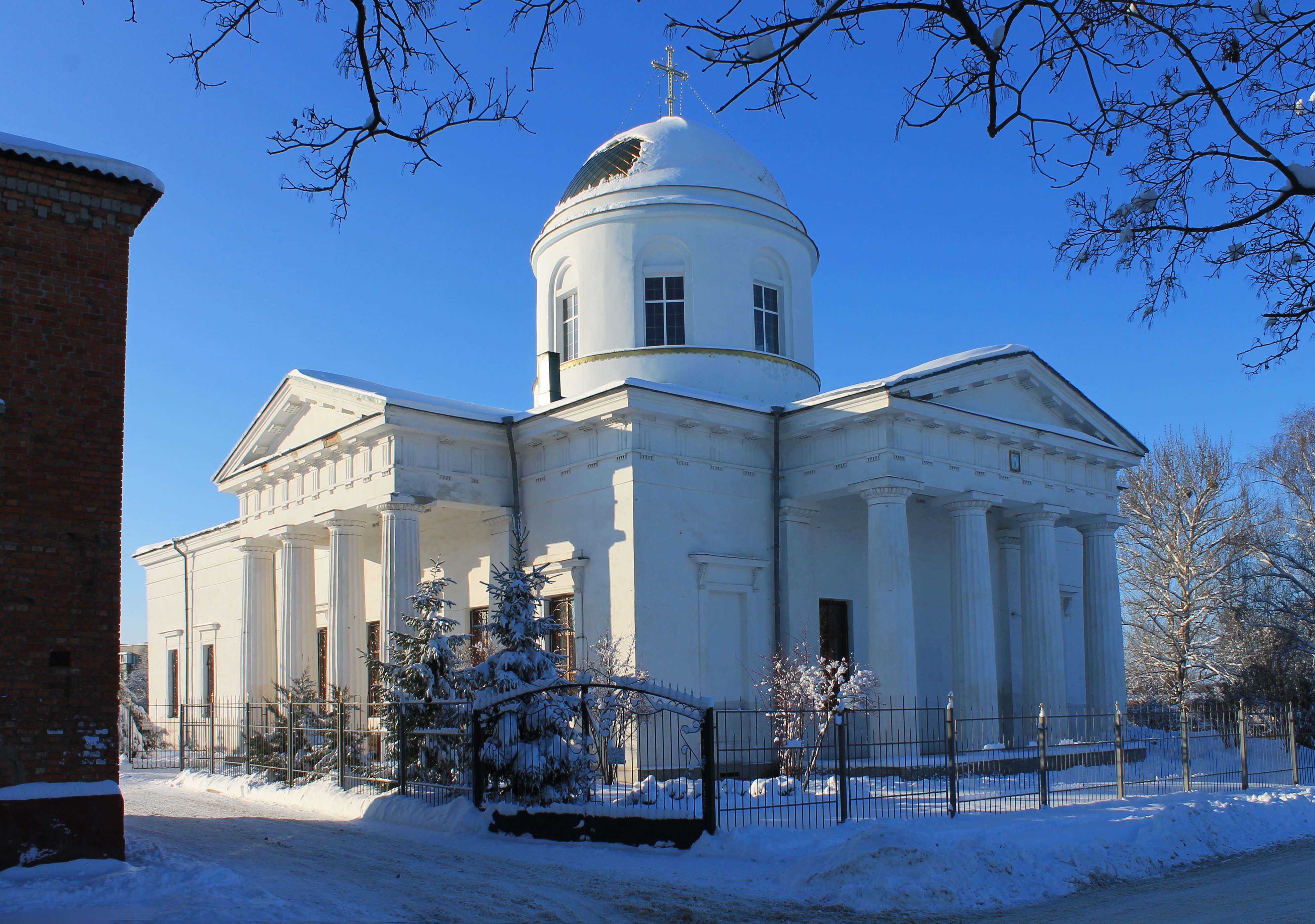
Покровский собор

До 1799 года Чугуев относился к Белгородской епархии РПЦ, с 1799 по 2012 — к Харьковской епархии РПЦ (с 1989 — УПЦ), с мая 2012 года — к Изюмской епархии УПЦ.

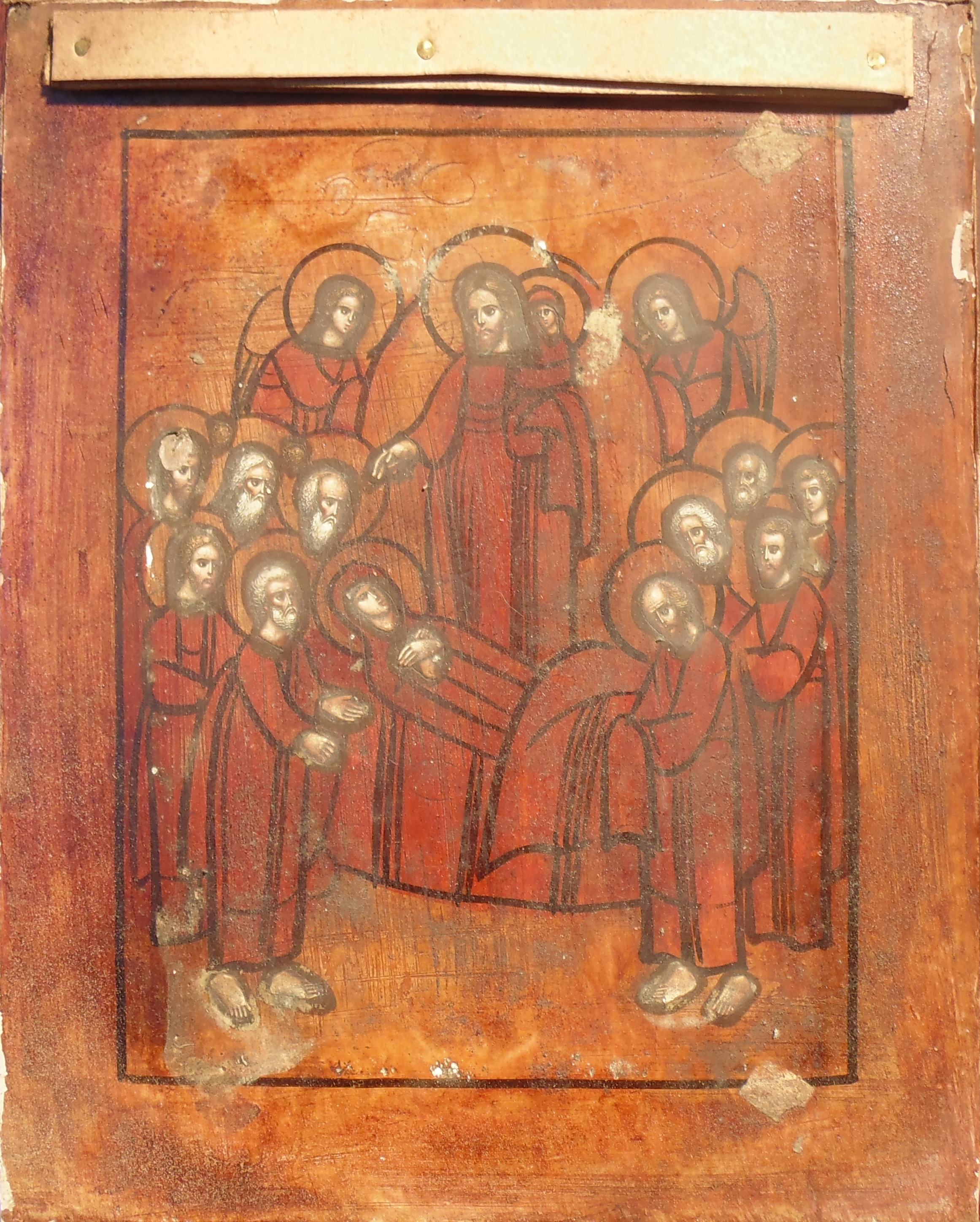
Чугуевская икона «Успение Пресвятой Богородицы». XIX век

- Собор Покрова Пресвятой Богородицы (1834)[62] — главный собор округа военных поселений.
- Храм в честь иконы Божией Матери «Всех скорбящих Радость» (1854)[63] (кладбищенский, Преображенка).
- Храм святых Царственных мучеников и иконы «Живоносный источник» (Башкировка).
- Похвалы Пресвятой Богородицы (Осиновка).
- Рождество-Богородицкий храм.
- Николаевская часовня (каменная, Подол, трасса Харьков — Донбасс).
- Николаевская часовня (деревянная, Зачуговка).

## Экономика
- Чугуевский авиационный ремонтный завод
- Чугуевский завод топливной аппаратуры
- Чугуевский мебельный комбинат
- Чугуевский мясокомбинат

## Города-побратимы
- Старый Сонч (Польша)
- Козенице (Польша)